# Paul Warwicker
Paul Warwicker, født 1962, er en engelsk specialist i medicin og nyresygdomme og arbejder som overlæge i England. For sin bog om den første kvindelige læge i England, Elizabeth Blackwell, modtog han London University medical history award, The Wix Prize. Paul Warwicker har skrevet en bog om polioudbruddet i København i 1952: Polio. Historien om den store polioepidemi i København i 1952 (Gyldendal, 2006).